# Павлова Надія Анатоліївна
Надія Анатоліївна Павлова (нар.. 1980) — оперна співачка (сопрано), солістка Пермської опери, лауреат премії Золота маска 2017 року.

## Життєпис
У 1997 році закінчила музичну школу імені С. В. Танєєва у Владимирі. У тому ж році стала володаркою Гран-прі Всеросійського конкурсу дитячої творчості «Жар-птиця» (1997, Іваново). У 2001 році з відзнакою закінчила музичне училище в Іванові, вокальне відділення. Під час навчання в 2000 році стала лауреатом і премії Всеукраїнського конкурсу студентів-вокалістів (Іваново). У 2004 році, будучи студенткою Петрозаводської консерваторії, здобула ІІ премію Міжнародного конкурсу «Мистецтво XXI століття» (Київ).
У 2006 році, після закінчення консерваторії, була запрошена в трупу Музичного театру Республіки Карелія (Петрозаводськ), де працювала до 2012 року. У цьому театрі виконала кілька партій в операх, оперетах і мюзиклах, в тому числі Віолетта («Травіата» Верді), Мікаела («Кармен» Бізе), Ріта («Ріта, або побитий чоловік» Доніцетті, під назвою «Любов на чотирьох»), Галатея («Прекрасна Галатея» Зуппе), Адель («Кажан» Йоганна Штрауса-сина), Глорія (мюзикл «Ах, як би нам пришити стареньку» Марка Самойлова), Марія Антонівна (мюзикл «Інкогніто з Петербурга» Віктора Плешаков). Двічі стала лауреатом Вищої театральної премії Республіки Карелія «Онезьке маска»: за виконання партії Рити в опері «Любов на чотирьох» (2007), Галатеї в опереті «Прекрасна Галатея» (2008).
У 2011-му закінчила аспірантуру Петрозаводської консерваторії під керівництвом Валерія Дворнікова.
У 2012 році здобула ІІ премію Конкурсу вокалістів Міжнародного Собиновського фестивалю (Саратов). Диригентом у другому турі конкурсу був Валерій Платонов, який помітив співачку і запросив її стати солісткою Пермської опери.
У 2012 році Павлова дебютувала в Пермській опері в партії Марфи («Царева наречена» Римського-Корсакова). Серед інших партій в Пермі — Олімпія («Казки Гофмана» Оффенбаха), Фея («Попелюшка» Массне, під назв. «Сіндерелла, або Казка про Попелюшку»), Сюзанна («Оранго» Шостаковича), Донна Анна («Дон Жуан» Моцарта, номінація на «Золоту маску» — краща жіноча роль), Марта («Пасажирка» Вайнберга), Адель («Кажан» Йоганна Штрауса-сина), Луїза («Заручини в монастирі» Прокоф'єва). У 2015 році стала лауреатом Премії міста Пермі в сфері культури і мистецтва імені А. Немтина.
У січні 2013 року виконала партію Віолетти в «Травіаті» Верді на сцені Латвійської Національної опери (вистава Андрейса Жагарса). У 2015 році стала володаркою Гран-прі Міжнародного конкурсу вокалістів у Мінську. У квітні 2016 року повернулася в Музичний театр Карелії, щоб виконати там партію Віолетти в «Травіаті» Верді.
У 2016 році виконала партію Віолетти в «Травіаті» Верді у постановці Роберта Вілсона в Пермській опері (диригент Теодор Курентзіс). Прем'єра вистави відбулася на Дягілевському фестивалі. Пізніше відеозапис вистави транслювалася в кінотеатрах у рамках проєкту TheatreHD.

## Відеозаписи
- 2016 — «Травіата» Джузеппе Верді (Віолетта); реж. Роберт Вілсон; дір. Теодор Курентзіс (прокат кіно — серпень 2016; не видавалася).

## Цитати
Теодор Курентзіс:
|  | Є ще Надія Павлова ... Ти її ще не чула, ти просто закохаєшся в неї. Вона буде в першому складі «Дон Жуана». Її привіз Валерій Платонов, десь почув. Вона шикарна драматична актриса, вогонь. |

Гюляра Садихов-Заде, «Відомості»:
 
Катерина Бірюкова, colta.ru: